# 今城理菜
今城 理菜（いまじょう りな、1984年9月12日 - ）は日本の女性タレント兼リポーター。愛称はりにゃ、イマジョリーナ。ディスカバリー・エンターテインメント所属

## 略歴
岡山県笠岡市出身。
17歳の頃、自分でモデル事務所に応募。オフィス・ケンというモデルエージェンシーに所属。岡山県立笠岡商業高等学校卒業。
2003年度カーポイントガール、2004年のZAK THE QUEEN準グランプリに選ばれスペースクラフトに移籍。
その後スペースクラフトを離れ、地元岡山に戻る。KSB瀬戸内海放送(テレビ朝日系列)の専属リポーターになる。2007年の第1回ギャオーディションに出場、その後GyaOの番組に登場した。現在の所属はディスカバリー・エンターテインメント。

## 人物
- 趣味・特技 - 早口言葉、橋巡り、スウィーツ作り、TVゲーム、音楽鑑賞（好きなミュージシャン　Mr.Children）、妄想
- 好きなもの - ピスタチオクリームのスウィーツ、野球（父の影響で読売ジャイアンツファンになった）
- 好きなタレント・著名人 - 臼田あさ美、上地雄輔、妻夫木聡
- 尊敬する人 - 母親
- 家族構成 - 父、母、弟、愛犬ふぁふぁ（由来:子犬の時に、フワフワしていたから）

## 出演

### テレビ出演
- 麒麟麦酒「Sparkling Hop」TV-CF
- 「三井住友海上火災保険」VP
- NTV「NFL倶楽部」- 番組内でNFL関連商品の告知を行った。
- NTV「あさ天サタデー」レギュラーキャスター
- 恋が生まれるドラマスペシャル Boy meets Cargirl[4]関西テレビ、2008年9月29日）
- TBS「それは突然嵐のように」
- フジテレビ「不機嫌なジーン」
- 日本テレビ「その時胸が熱くなった」
- KSB「にこまるTV」
- KSB「サタデー倉敷」
- KSB「ゆるりキラリ沖縄バカンス」
- サンテレビ・KBS京都・奈良テレビ放送「GOLF武勇伝」
- TBS系列「ランク王国」

### 衛星放送
- スカパー!「速報Jリーグアフターゲームショー」レギュラーキャスター
- BS2「Shibuya Deep A」準レギュラー
- BS日テレ「加藤夏希のトレンドアイズ」
- NHK BS2「SHIBUYA DEEP A」

### インターネットテレビ
- GAZOO.com「ドライブデート」（江戸巡り編・東京プチセレブ編）
- ゲッチャTV 2007年11月2日[5]
- エロカワビキニ
- 長州小力キレてNightですよ。（GyaOジョッキー）-月見栞の代役
- あいなり（GyaOジョッキー）-夏目ナナの代役
- 告っちゃ（GyaOジョッキー）
- PLAY!AWA'S 〜美と笑いの大お見せ合いパーティ〜
- じゃんけん王
- アイドルオンエア（GyaO）

### CM出演
- ANA「スカイホリデー 九州日和」スチール
- 富士フイルム パンフレット
- 西部観光 パンフレット ポスター
- auカタログ
- DHL輸送

### モデル
- Nissen－働く女性のためのセレクト
- 日本マクドナルド スチール）MORE 2008年4月号）
- ANA旅達空間（公式サイト旅情報ページ内）

### その他
- 有線ラジオ「ASIAN美少女ファイル」
- R25式×やさしい朝食－首都圏で配布されるR25というフリーペーパーのモバイル版